# Neuenkirchen (Cuxhaveni járás)
Neuenkirchen község Németországban, Alsó-Szászországban, a Cuxhaveni járásban. Lakosainak száma 1316 fő (2023. december 31.).

## Földrajza
Neuenkirchen Cuxhaven és Nordleda községekkel határos.